# Portanotes
Un portanotes és un objecte que permet de portar fulls de paper i escriure-hi. Un porta-bloc consisteix en un suport pla i rígid unit a un clip de papers o un altre dispositiu per a subjectar els fulls.
El portanotes és la metàfora utilitzada en anglès (clipboard) per a designar el concepte informàtic de porta-retalls. Les icones corresponents al porta-retalls i l'acció d'enganxar, per tant, solen representar un portanotes.
El portanotes va ser creat per George Henry Hohnsbeen el 1908, però ja n'hi havia patents al segle XIX.
Sovint s'utilitzen durant esdeveniments esportius, per exemple a escoles o estadis.
És pot penjar un portanotes al coll amb un cordell.